# 黑古城
黑古城，位于中国青海省海东市乐都区马营乡古城村，为第四批青海省文物保护单位，公布日期为1986年5月27日，类型为古遗址。
黑古城的历史年代为元。